# Estadio Mestalla

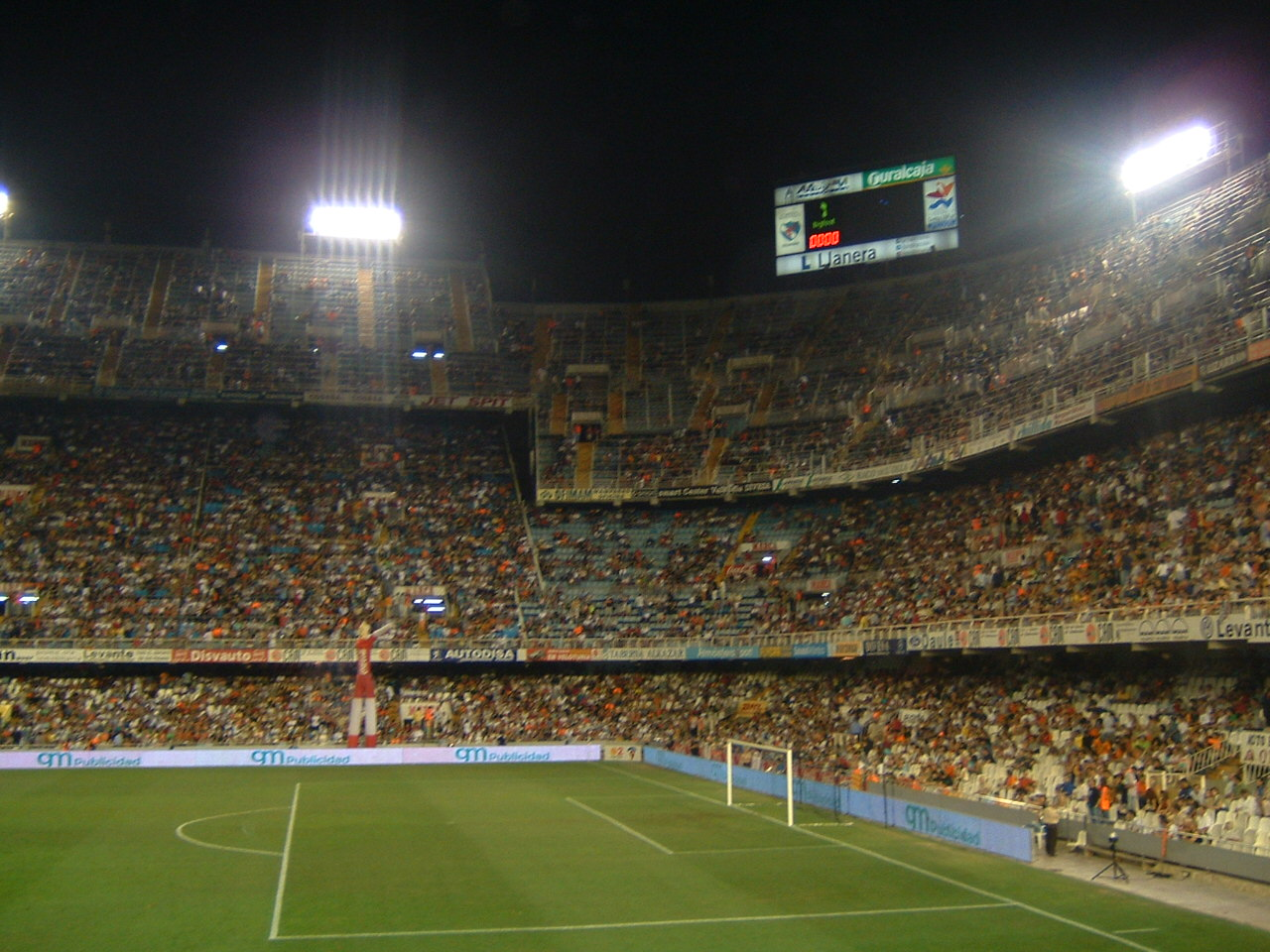
Estadio Mestalla van binnen

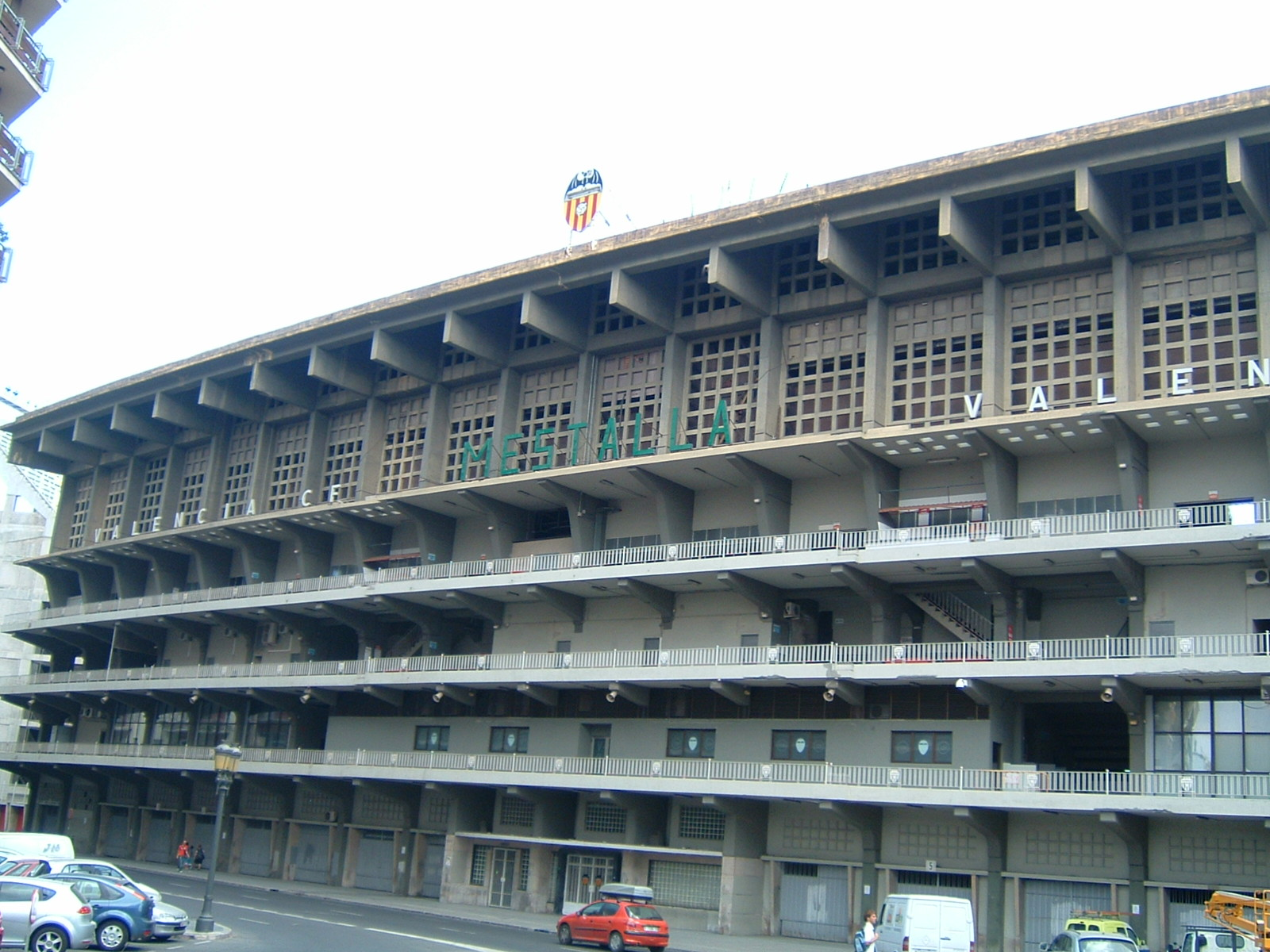
Estadio Mestalla van buiten

Estadio Mestalla (ook wel bekend als Estadio de Mestalla of Mestalla) is het stadion van Valencia CF gevestigd in Valencia. Mestalla is het op een na oudste stadion van Spanje. Mestalla heeft een capaciteit van 49.430 plaatsen. Het veld is 105 meter lang en 70 meter breed. Het stadion heeft opvallend steile tribunes.

## Geschiedenis
Estadio Mestalla werd geopend op 20 mei 1923 met een wedstrijd tussen Valencia CF en stadsgenoot UD Levante. De thuisclub won met 1-0. Vier jaar na de opening werd het 17.000 plaatsen tellende stadion uitgebreid. Nadat Estadio Mestalla tijdens de Spaanse Burgeroorlog ernstige schade had opgelopen, werd het stadion gedurende de jaren veertig gerenoveerd en uitgebreid tot een capaciteit van 45.000 plaatsen. In 1959 vond het eerste Europa Cup-duel plaats in Estadio Mestalla tussen Valencia CF en het Engelse Nottingham Forest. In 1982 was Estadio Mestalla een van de stadions waarin gespeeld werd tijdens het WK. Tussen 1969 en 1994 droeg het stadion de naam Estadio Luis Casanova naar de toenmalige clubpresident Luis Casanova. In 1992 kreeg het stadion de oude naam terug op wens van Casanova zelf.

## Nou Mestalla
In 2006 werden de plannen gepresenteerd voor de opvolger van Estadio Mestalla, Nou Mestalla. Dit stadion zou af moeten zijn voor het seizoen 2009/2010. In februari 2009 werd de bouw van het nieuwe stadion stilgelegd wegens geldgebrek.

## WK interlands
| № | Datum        | Wedstrijd              | Uitslag | Competitie                | Toeschouwers |
| - | ------------ | ---------------------- | ------- | ------------------------- | ------------ |
| 1 | 16 juni 1982 | Spanje – Honduras      | 1 – 1   | WK 1982 1e Groepsfase (E) | 49.562       |
| 2 | 20 juni 1982 | Spanje – Joegoslavië   | 2 – 1   | WK 1982 1e Groepsfase (E) | 48.000       |
| 3 | 25 juni 1982 | Spanje – Noord-Ierland | 0 – 1   | WK 1982 1e Groepsfase (E) | 49.562       |

Santiago Bernabeu (Madrid) · Vicente Calderón (Madrid) · Camp Nou (Barcelona) · Sarrià (Barcelona) · Balaídos (Vigo) · Riazor (A Coruña) · El Molinón (Gijón) · Carlos Tartiere (Oviedo) · Nuevo (Elche) · José Rico Pérez (Alicante) · San Mamés (Bilbao) · José Zorrilla (Valladolid) · Luis Casanova (Valencia) · La Romareda (Zaragoza) · Ramón Sánchez Pizjuán (Sevilla) · Benito Villamarín (Sevilla) ·  La Rosaleda (Málaga)
Anoeta (Real Sociedad) ·
Balaídos (Celta de Vigo) ·
Benito Villamarín (Real Betis) ·
Olympisch Stadion Lluís Companys (FC Barcelona) ·
De la Cerámica (Villarreal CF) ·
Ciutat de València (Levante UD) ·
Coliseum Alfonso Pérez (Getafe CF) ·
El Sadar (CA Osasuna) ·
Martínez Valero (Elche CF) ·
Mendizorrotza (Deportivo Alavés) ·
Mestalla (Valencia CF) ·
Nuevo Los Cármenes (Granada CF) ·
Ramón de Carranza (Cádiz CF) ·
Ramón Sánchez Pizjuán (Sevilla FC) ·
RCDE Stadium (RCD Espanyol) ·
San Mamés (Athletic Bilbao) ·
Santiago Bernabéu (Real Madrid CF) ·
Vallecas (Rayo Vallecano) ·
Visit Mallorca Estadi (RCD Mallorca) ·
Estadio Wanda Metropolitano (Atlético Madrid)
Anduva (CD Mirandés) ·
Anxo Carro (CD Lugo) ·
Butarque (CD Leganés) ·
Can Misses (UD Ibiza) ·
Estadio Carlos Tartiere (Real Oviedo) ·
Cartagonova (FC Cartagena) ·
El Alcoraz (SD Huesca) ·
El Molinón (Sporting Gijón) ·
El Plantío (Burgos CF) ·
El Toralín (SD Ponferradina) ·
Fernando Torres (CF Fuenlabrada) ·
Gran Canaria (UD Las Palmas) ·
Heliodoro Rodríguez López (CD Tenerife) ·
Ipurua (SD Eibar) ·
José Luis Orbegozo (Real Sociedad B) ·
José Zorrilla (Real Valladolid) ·
Juegos Mediterráneos (UD Almería) ·
La Romareda (Real Zaragoza) ·
La Rosaleda (Málaga CF) ·
Montilivi (Girona FC) ·
Santo Domingo (AD Alcorcón) ·
Urritxe (SD Amorebieta)